# Ján Hroboň
Ján Hroboň (* 23. března 1967 Revúca) je slovenský evangelický duchovní, biskup Západního distriktu Evangelické církve augsburského vyznání na Slovensku.

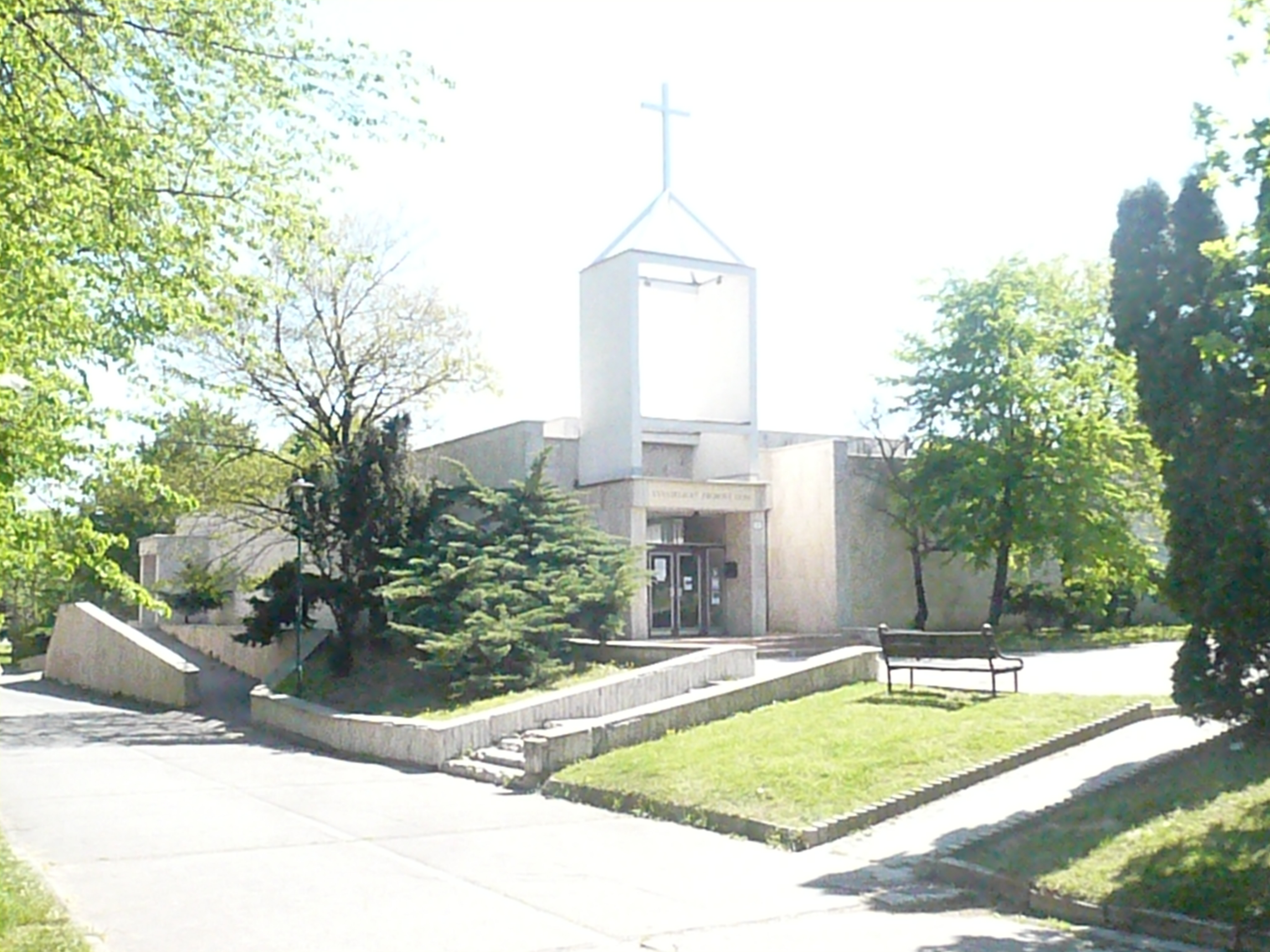
Evangelický kostel v Bratislavě-Dúbravce

Narodil se jako syn faráře Jána Bohdana Hroboně (1938–2006). Vystudoval teologii na Evangelické bohoslovecké fakultě Univerzity Komenského v Bratislavě a na Lutheran Theological Seminary at Philadelphia. Ordinován k duchovenské službě byl roku 1992. Působil ve sborech v Lazech pod Makytou, Bratislavě, Martině; v roce 2013 se stal prvním farářem nově založeného sboru v Bratislavě-Dúbravce. V letech 2003–2016 byl činný v redakci periodika Cirkevné listy.
Na jaře 2018 byl zvolen biskupem Západního distriktu ECAV; v prvním kole voleb získal 50,38% hlasů. Do úřadu byl uveden v březnu 2019. Jeho mandát skončí v roce 2024.
Ján Hroboň je ženatý s Márií roz. Fáberovou; mají spolu tři děti – Jána, Miloslava a Katarínu.